# 山田古嗣
山田 古嗣（やまた の ふるつぐ）は、平安時代初期の貴族。姓は造のち宿禰。越後介・山田益人の長男。官位は従五位上・相模権介。
能吏として知られ、内記・外記を歴任して文筆をもって朝廷に仕えたのち、地方官としても治績を挙げた。『日本後紀』の編纂にも携わっている。

## 出自
山田氏（山田造・山田宿禰）は中国系渡来氏族。周朝の第23代王霊王の子孫で、王昶の後裔とされる。

## 経歴
平安京の左京出身。弘仁12年（821年）に父・益人が死去した際、哀悼の様子や謹慎生活が度を越しており、身体容貌がひどく衰えてしまったという。
天長3年（826年）陸奥按察使記事に任ぜられる。のち、天長5年（828年）少内記、天長6年（829年）少外記、承和元年（834年）には大外記と専ら文筆を扱う官職を歴任した。勤務成績は優秀で、その広い見聞と有能さから公卿・大臣らの顧問として重用された。この時期には『日本後紀』の編纂作業にも従事しているが、能吏でなければ史書編纂に携わることはあり得ず、このことも古嗣の有能ぶりを示している。のち、承和3年（836年）外従五位下、承和7年（840年）従五位下に昇進するとともに、この間の天長10年（833年）には宿禰姓を賜与されている。
承和13年（846年）阿波介として地方官に転じる。同国の阿波郡・美馬郡は、常に旱魃に悩まされていたが、古嗣は溜池と用水を築造する灌漑事業を成し遂げ、その仁政と能力の高さから広く名声を得た。現存する浦池（徳島県吉野川市（旧土成町）内）と古池（徳島県三好市（旧池田町）内）は、古嗣が築造したとの伝承が残っている。
仁寿2年（852年）に左京亮、仁寿3年（853年）従五位上・相模権介に叙任されるが、病を得て同年12月21日に官職に就いたまま卒去。享年56。最終官位は相模権介従五位上。

## 人物
性格は清廉謹厳で寡黙であった。また孝行心が篤く、以下の逸話がある。なお、『前賢故実』の肖像もこの逸話において落涙する場面を描いている。
- 幼い頃に母を亡くし、おばを母として敬っていた。ある時、前漢時代の説話集『韓詩外伝』を読んでいると「樹欲靜而風不止。子欲養而親不待也。」（木は静かにしようとしても風はやまない。子が親孝行をしようとしても親の寿命は待ってくれない）の句に出会い、実母に孝行できなかった後悔から涙で巻帙を濡らしたという。

## 官歴
注記のないものは『六国史』による。
- 天長3年（826年） 日付不詳：陸奥按察使記事
- 天長5年（828年） 日付不詳：少内記
- 天長6年（829年） 11月：少外記[6]
- 天長10年（833年） 12月26日：造姓から宿禰姓に改姓
- 承和元年（834年） 11月19日：大外記[6]
- 時期不詳：正六位上
- 承和3年（836年） 正月7日：外従五位下
- 承和7年（840年） 正月7日：従五位下（内位）
- 承和13年（846年） 正月13日：阿波介
- 嘉祥4年（851年） 2月13日：見散位
- 仁寿2年（852年） 2月15日：左京亮
- 仁寿3年（853年） 正月7日：従五位上。7月21日：相模権介。12月21日：卒去（相模権介従五位上）